# Santiago Alcolea
Santiago Alcolea Gil (Falset, 1919-Barcelona, 30 de julio de 2008) fue un historiador del arte español, especializado en arte catalán de los siglos XVI a XIX.

## Biografía
Cursó sus estudios de historia en la Universidad de Barcelona e hizo el doctorado en Madrid. Colaborador desde joven de Josep Gudiol, fue profesor de la Universidad de Barcelona, donde fundó el primer departamento de Historia del Arte en una universidad catalana. Destacan sus contribuciones a las series Ars Hispaniae e Historia del Arte de la editorial Carroggio. Escribió monografías sobre grandes figuras del arte español, y en sus últimos años presidió el Patronato del Instituto Amatller de Arte Hispánico, al que estuvo estrechamente vinculado durante medio siglo. Su aportación más notable como investigador fue el conocimiento documental detallado de la pintura catalana del siglo xviii. En 2006 recibió la Cruz de San Jorge de la Generalidad de Cataluña. Fue miembro honorífico de la Real Academia Catalana de Bellas Artes de San Jorge.

## Obras
- Guías artísticas de España (capítulos dedicados a la pintura catalana [1500-1850] de la Historia de la pintura en Cataluña)
- La pintura en Barcelona en el siglo XVIII
- Campanarios de España (1976)
- Història de l'Art Català (1983) (en catalán)
- El Greco (1991)
- Catalunya-Europa. L'art català dins Europa (2003) (en catalán)